# Oh Joo-ho
Đây là một tên người Triều Tiên, họ là Oh.
Oh Joo-ho (sinh ngày 2 tháng 4 năm 1992) là một cầu thủ bóng đá Hàn Quốc thi đấu cho Shillong Lajong ở I-League .

## Sự nghiệp
Oh Juho đến từ Hàn Quốc từng thi đấu ở giải Hàn Quốc từ năm 2008. Anh cũng thi đấu cho National Police Commissary FC of Cambodian League và UiTM of Liga Premier.